# Liste der finnischen Abgeordneten zum EU-Parlament (2019–2024)
Die Liste der finnischen Abgeordneten zum EU-Parlament (2019–2024) listet alle finnischen Mitglieder des 9. Europäischen Parlaments nach der Europawahl in Finnland 2019 auf.

## Aktuelle Mandatsstärke der Parteien
- GUE/NGL: 1
- S&D: 2
- G/EFA: 3
- RE: 3
- EVP: 3
- EKR: 2

| Nationale Partei                          | Mandate | Fraktion |
| ----------------------------------------- | ------- | --- |
| Kansallinen Kokoomus (Kok)                | 02      | Fraktion der Europäischen Volkspartei (EVP)                                                                                            |
| Kristillisdemokraatit (KD)                | 01      | Fraktion der Europäischen Volkspartei (EVP)                                                                                            |
| Vihreä liitto (Vihr)                      | 02+1    | Die Grünen/Europäische Freie Allianz (G/EFA)                                                                                           |
| Suomen Sosialidemokraattinen Puolue (SDP) | 02      | Fraktion der Progressiven Allianz der Sozialdemokraten im Europäischen Parlament (S&D)                                                 |
| Suomen Keskusta (Kesk)                    | 02      | Renew Europe (RE) |
| Ruotsalainen kansanpuolue (RKP)           | 01      | Renew Europe (RE) |
| Perussuomalaiset (PS)                     | 02      | Europäische Konservative und Reformer (EKR)                                                                                            |
| Vasemmistoliitto (Vas)                    | 01      | Konföderale Fraktion der Vereinten Europäischen Linken/Nordischen Grünen Linken (GUE/NGL)Die Linke im Europäischen Parlament – GUE/NGL |
| SUMME                                     | 13+1    | |

## Abgeordnete
| Bild | Name                   | geb. | MEP seit      | Partei | Fraktion | Kommentar                                                                                                |
| ---- | ---------------------- | ---- | ------------- | ------ | -------- | --- |
|      | Alviina Alametsä       | 1992 | 1. Feb. 2020  | Vihr   | G/EFA    | |
|      | Teuvo Hakkarainen      | 1960 | 2. Juli 2019  | PS     | IDEKR    | Fraktionswechsel am 4. April 2023                                                                        |
|      | Heidi Hautala          | 1955 | 2. Juli 2019  | Vihr   | G/EFA    | |
|      | Eero Heinäluoma        | 1955 | 2. Juli 2019  | SDP    | S&D      | |
|      | Laura Huhtasaari       | 1979 | 2. Juli 2019  | PS     | IDEKR    | Fraktionswechsel am 4. April 2023; ausgeschieden am 11. April 2023, Nachrückerin: Pirkko Ruohonen-Lerner |
|      | Elsi Katainen          | 1966 | 2. Juli 2019  | Kesk   | RE       | |
|      | Eija-Riitta Korhola    | 1959 | 1. Juni 2024  | KD     | EVP      | Nachrückerin für Petri Sarvamaa                                                                          |
|      | Miapetra Kumpula-Natri | 1972 | 2. Juli 2019  | SDP    | S&D      | |
|      | Silvia Modig           | 1976 | 2. Juli 2019  | Vas    | GUE/NGL  | |
|      | Ville Niinistö         | 1976 | 2. Juli 2019  | Vihr   | G/EFA    | |
|      | Mauri Pekkarinen       | 1947 | 2. Juli 2019  | Kesk   | RE       | |
|      | Sirpa Pietikäinen      | 1959 | 2. Juli 2019  | Kok    | EVP      | |
|      | Pirkko Ruohonen-Lerner | 1957 | 12. Apr. 2023 | PS     | EKR      | Nachrückerin für Laura Huhtasaari                                                                        |
|      | Petri Sarvamaa         | 1960 | 2. Juli 2019  | Kok    | EVP      | ausgeschieden am 31. Mai 2024, Nachrückerin: Eija-Riitta Korhola                                         |
|      | Nils Torvalds          | 1945 | 2. Juli 2019  | RKP    | RE       | |
|      | Henna Virkkunen        | 1972 | 2. Juli 2019  | Kok    | EVP      | |